# Король Микола Олексійович
Король Микола Олексійович — викладач математики, виконувач обов'язків директора Станіславського учительського інституту (березень 1944 — травень 1945 рр.).

## Життєпис
Народився 22 березня 1904 р. в селі Варварівка Карлівського району Полтавської області в родині залізничника. У семирічному віці втратив батька, мати залишилася з трьома малолітніми дітьми (крім Миколи в родині було дві сестри).
У 1924 р. закінчив Червоноградську технічну середню школу. У 1924—1926 рр. — столяр, згодом технік на Карлівському цукрозаводі.
У 1926—1927 рр. вчителював в Олешівській школі Кадіївського району на Луганщині, а в 1927—1928 рр. — викладач навчального комбінату тресту «Свердловвугілля» Ровенецького району Луганської області. У 1932 р. закінчив відділ соціалістичного виховання Луганського інституту народної освіти. У 1933—1934 рр. — викладач і директор трьохкласної школи в місті Костянтинівка, а з 1934 р. до 1939 р. — завуч і директор Костянтинівської середньої школи № 2 Донецької області.
З грудня 1939 р. по березень 1940 р. — завідувач шкільним відділом Станіславського міськвно, а з 1 березня 1940 р. — викладач математики, декан фізико-математичного факультету Станіславського учительського інституту.
У роки Другої світової війни М. О. Король був евакуйований з Прикарпаття. Мобілізованим, з 1 липня 1941 р. десять місяців працював у місті Новосибірськ інженером-методистом технічного навчання робітників і працівників управління 702 заводу, пізніше, до січня 1944 р. — викладав математику у Веселоярській середній школі Рубцовського району Алтайського краю.
Після повернення з евакуації, з 1 березня 1944 р. до травня 1945 р. — виконувач обов'язків директора Станіславського учительського інституту.
З травня 1945 р. — працював заступником директора з навчальної роботи і старшим викладачем, але у вересні 1946 р. залишив посаду заступника за станом здоров'я. У 1946—1964 рр. — старший викладач, завідувач кафедри математики, декан фізико-математичного факультету Станіславського учительського інституту. Працював над дисертацією «Письмові роботи з математики у школі». На пенсії, до січня 1974 р. викладав на кафедрі математики з погодинною оплатою.